# Lethrinops
Lethrinops (Lethrinus + gr.: „opsis“ = Aussehen; wegen der Ähnlichkeit mit Lethrinus, einer Gattung der Großkopfschnapper) ist eine Gattung aus der Familie der Buntbarsche, die endemisch im Malawisee, im oberen Shire und im Malombesee in Ostafrika vorkommt.

## Merkmale
Lethrinops-Arten werden 9,5 bis 29 cm lang und besitzen die typische Gestalt eines Haplochromis-Verwandten. Charakteristisch für die Gattung sind 2 bis 5 Zahnreihen im Unterkiefer. Die Zähne der äußeren Zahnreihe sind vorne zwei- oder dreispitzig und nach innen gebogen, hinten einspitzig und nach hinten gebogen. Die meisten Lethrinops-Arten haben in der oberen Körperhälfte senkrechte oder waagrechte Binden oder dunkle Flecken. Einige Arten haben in unterschiedlichen Bereichen des Sees verschiedene Farbmorphen gebildet. Durch ihre spitzere Kopfform lassen sich Arten, die über Sandböden leben, von Arten die in gemischten Habitaten leben unterscheiden.

## Lebensweise
Lethrinops-Arten leben über Sand- oder gemischten Böden und ernähren sich, indem sie den Sand nach Fressbarem durchkauen. Einige Lethrinops-Arten mit besonders spitzen Schnauzen stoßen dazu kopfüber, bis zu den Augen und tiefer in den Sand. Der portionsweise aufgenommene Sand wird durchgekaut und kleine, darin befindliche Wirbellose wie Insektenlarven oder Weichtiere werden gefressen. Lethrinops-Arten sind agame Maulbrüter, d. h. nur ein Geschlecht, in diesem Fall das Weibchen, übernimmt die Maulbrutpflege.

## Systematik
Wie fast alle Buntbarsche des Malawisees gehört Lethrinops zum Tribus Pseudocrenilabrini. Die Gattung ist jedoch nicht monophyletisch, sondern ihre Arten gehörten zu aus zwei Kladen. Die Gruppe um die Typusart L. lethrinus bildet zusammen mit den Gattungen Taeniolethrinops und Tramitichromis eine Klade, die küstennah in flachem Wasser lebt, die anderen Lethrinops-Arten bildet zusammen mit den Gattungen Alticorpus und Aulonocara, sowie einigen Arten aus der Gattung Placidochromis eine Klade, die bodennah in tieferen Regionen vorkommt. Taeniolethrinops unterscheidet sich von Lethrinops durch ein diagonales Band, Tramitichromis durch die Form der Pharynx.

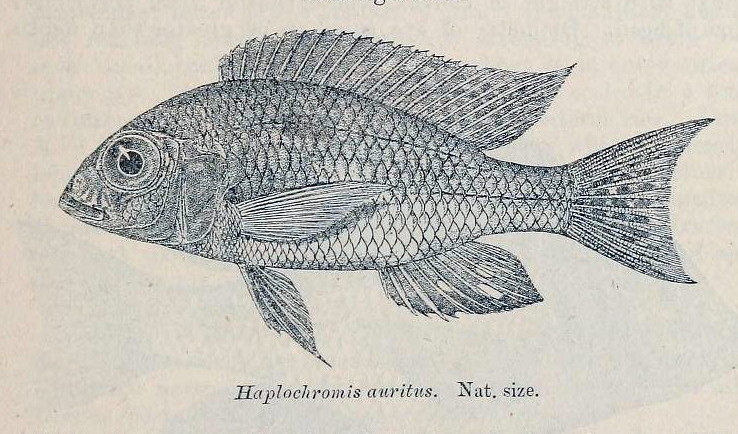
Lethrinops auritus

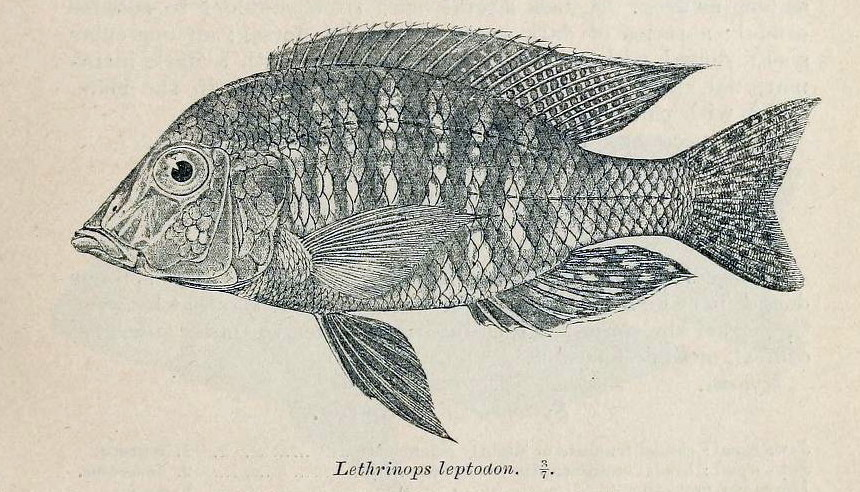
Lethrinops leptodon

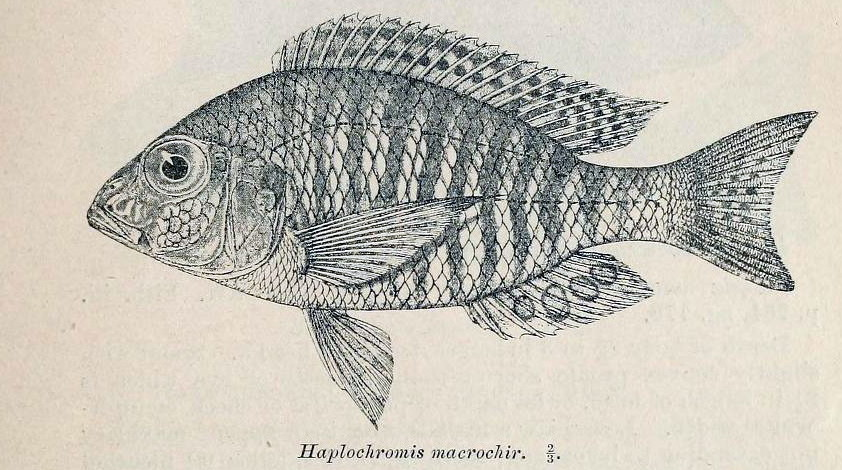
Lethrinops macrochir

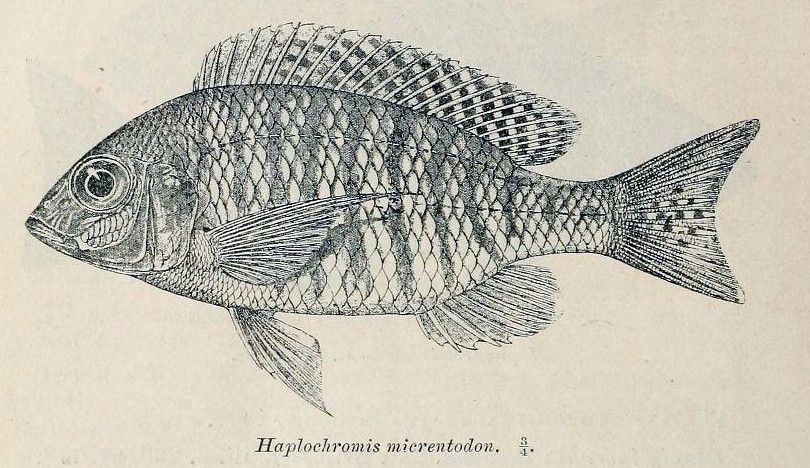
Lethrinops micrentodon

## Arten
Es gibt 25 beschriebene Arten:
- Lethrinops albus Regan, 1922
- Lethrinops altus Trewavas, 1931
- Lethrinops argenteus Ahl, 1926
- Lethrinops auritus (Regan, 1922)
- Lethrinops christyi Trewavas, 1931
- Lethrinops furcifer Trewavas, 1931
- Lethrinops gossei Burgess & Axelrod, 1973
- Lethrinops leptodon Regan, 1922
- Lethrinops lethrinus (Günther, 1894)
- Lethrinops longimanus Trewavas, 1931
- Lethrinops longipinnis Eccles & Lewis, 1978
- Lethrinops lunaris Trewavas, 1931
- Lethrinops macracanthus Trewavas, 1931
- Lethrinops macrochir (Regan, 1922)
- Lethrinops macrophthalmus (Boulenger, 1908)
- Lethrinops marginatus Ahl, 1926
- Lethrinops micrentodon (Regan, 1922)
- Lethrinops microdon Eccles & Lewis, 1977
- Lethrinops microstoma Trewavas, 1931
- Lethrinops mylodon borealis Eccles & Lewis, 1979
- Lethrinops mylodon mylodon Eccles & Lewis, 1979
- Lethrinops oculatus Trewavas, 1931
- Lethrinops parvidens Trewavas, 1931
- Lethrinops stridei Eccles & Lewis, 1977
- Lethrinops turneri Ngatunga & Snoeks, 2003